# Daraga
Daraga (Bayan ng Daraga) är en kommun i Filippinerna. Kommunen ligger på ön Luzon, och tillhör provinsen Albay. Folkmängden uppgår till 126 595 invånare.

## Bildgalleri

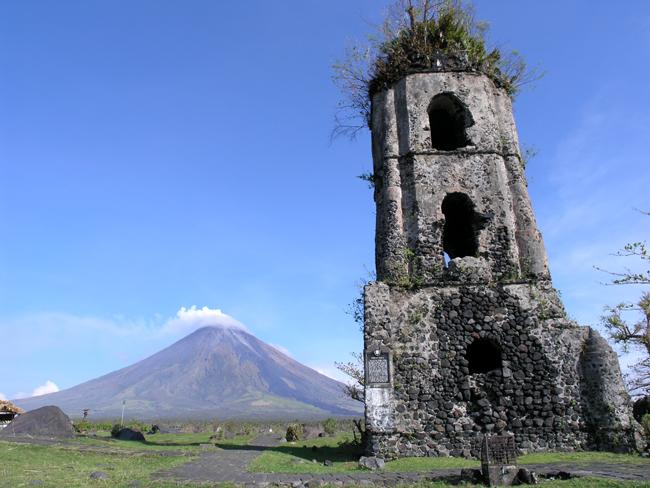
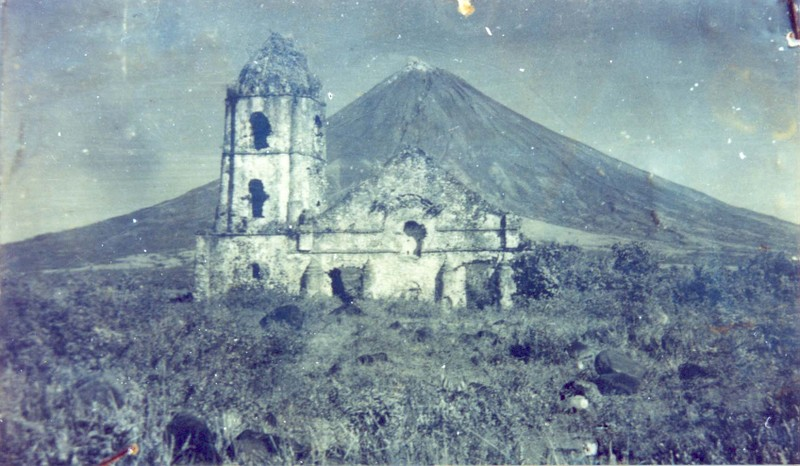

## Barangayer
Daraga är delat i 54 barangayer.
| - Alcala - Alobo - Anislag - Bagumbayan - Balinad - Bañadero - Bañag - Bascaran - Bigao - Binitayan - Bongalon - Budiao - Burgos - Busay - Cullat - Canaron - Dela Paz - Dinoronan | - Gabawan - Gapo - Ibaugan - Ilawod Area Pob. (Dist.2) - Inarado - Kidaco - Kilicao - Kimantong - Kinawitan - Kiwalo - Lacag - Mabini - Malabog - Malobago - Maopi - Market Area Pob. (Dist. 1) - Maroroy - Matnog | - Mayon - Mi-isi - Nabasan - Namantao - Pandan - Peñafrancia - Sagpon - Salvacion - San Rafael - San Ramon - San Roque - San Vicente Grande - San Vicente Pequeño - Sipi - Tabon-tabon - Tagas - Talahib - Villahermosa |